# Уфалейникель
ОАО «Уфалейни́кель» — советское и российское предприятие цветной металлургии. Был градообразующим предприятием города Верхнего Уфалея Челябинской области, вторым по величине производимого никеля в России (по состоянию на 2017 год). С 2015 года входит в состав группы компаний СИБПЛАЗ.

## История

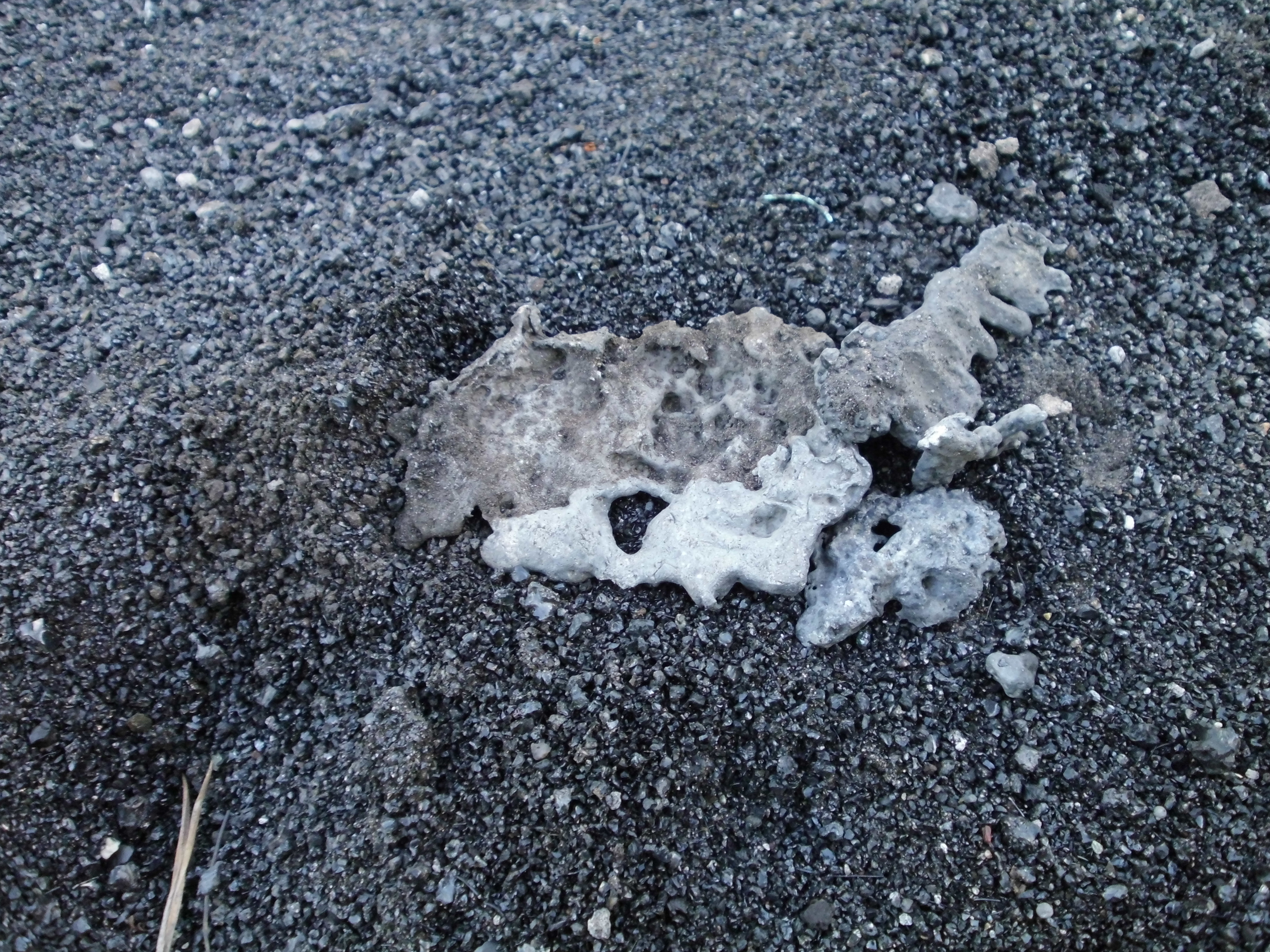
Встречающиеся в отвалах куски серебристо-белого мягкого металла

В начале XX века в водоотливной шахте бывшего Каркодинского железного рудника (ныне Черемшанский карьер) водой вымыло кусочки породы ярко-зеленого цвета. Заведующий золотыми приисками и горными разработками Верхнего Уфалея Владислав Иванович Витвицкий отправил образцы в химлабораторию. Анализ показал, что это никелевая руда. Между тем о никеле в районе Уфалея ничего не было известно. На основе месторождения впоследствии были построен первый в Советском Союзе никелевый завод.
В 1912 году профессором Шадлуном Н. А. открыто месторождение Ново-Черемшанское, геологом Керзиным Н. А. проведена разведка и открыта черная земля, содержащая никель.
в 1927 году на II Всесоюзном совещании по цветным металлам были намечены мероприятия по дальнейшим геологоразведочным работам в районе Верхнего Уфалея, а также строительству первого никелевого завода. Во главе с инженером Глазковским А. А. при участии геологов Блока И. И. и Пономарева Д. Д. открыты Тюленевское и Крестовское месторождения никелевых руд. Постройка завода в Верхнем Уфалее была выбрана не случайно, главным критерием было наличие в Уфалейском районе залежей окисленных никелевых руд с высоким содержанием никеля. Первый проект завода предполагал производственную мощность в 500 тонн металлического никеля в год, но в ходе утверждения проекта было решено поднять мощность до 1000 тонн в год. К концу 1929 года Ленинградское отделение Гипромеза подготовило окончательный проект завода с мощностью — 3000 тонн металлического никеля в год. Управляющим строящегося никелевого завода назначен Николай Никитович Чекасин.
1 августа 1931 года закладывается первый камень под производственные цеха будущего никелевого завода в Верхнем Уфалее, это событие можно считать днем рождения первенца никелевой промышленности в СССР.
2 августа 1933 года был получен первый роштейн. Этот день считается днем пуска завода.
С 24 января 1934 года первый в Союзе никелевый завод начал регулярное производство никеля по полному технологическому циклу и за первое полугодие 1934 года выполнил производственную программу на 106 %. Продукция Уфалейникеля отгружалась во все направления Советского Союза.

## Деятельность
ОАО «Уфалейникель» — второй производитель никеля в России, его доля в объеме реализуемого металлического никеля на внутреннем рынке страны достигает 15 % и 1 % в мировом.
В 2017 году Арбитражным судом Челябинской области, по иску «РОСТ Банка» признан банкротом. Сумма общей задолженности предприятия перед банком составляет 14,6 млрд руб. После чего работники уволены, завод был законсервирован и подготовлен к распродаже имущества. В феврале 2020 года территория промплощадки УНК выкуплена на аукционе ООО «Уралхимагро». В сентябре 2020 года полностью демонтирован. С октября 2020 года на площадке УНК строится новый завод по производству цинка.

## Критика

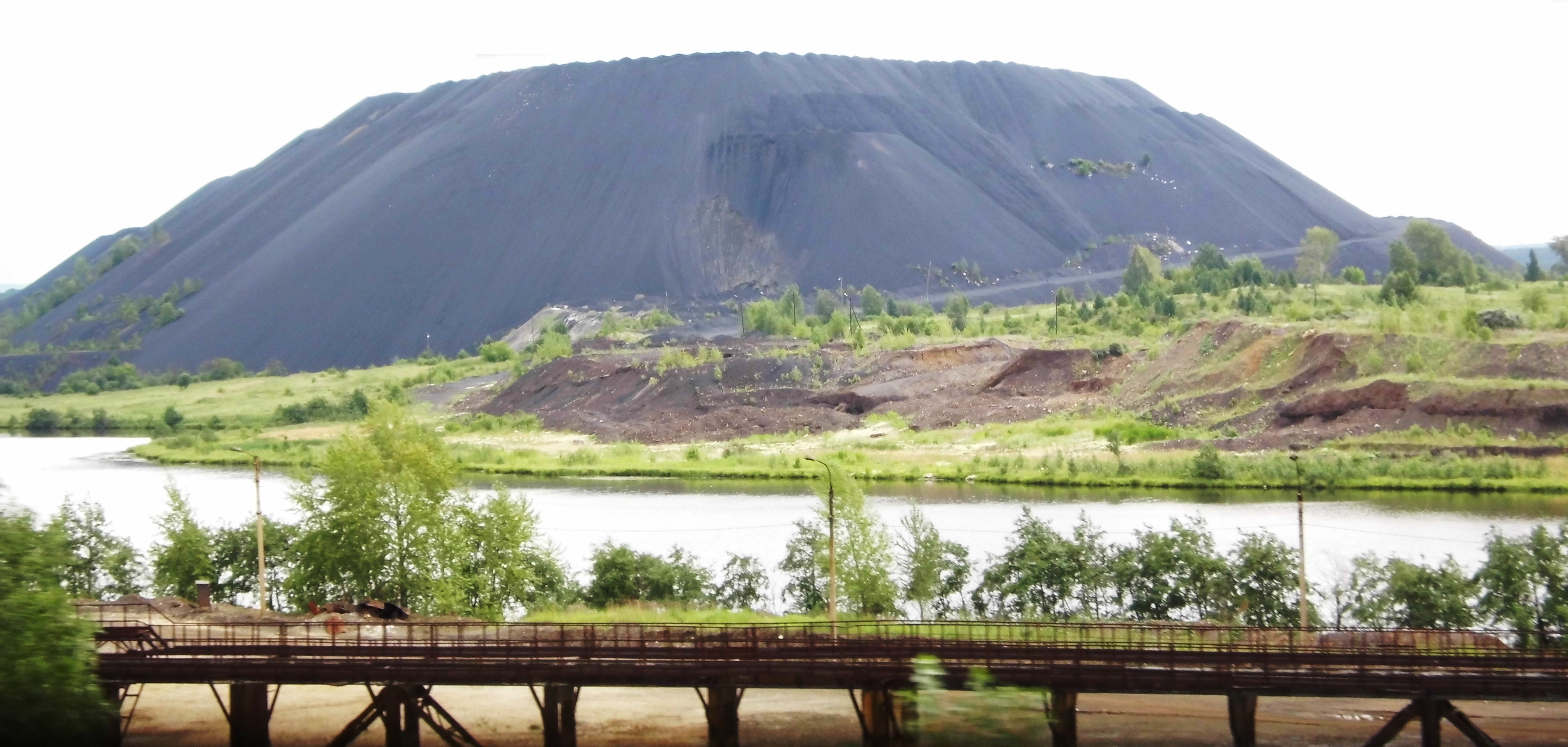
Отвалы шахтно-печных шлаков «Уфалейникеля» на берегу реки Генералка (приток реки Уфалейка, бассейн реки Уфы) и пруда на ней

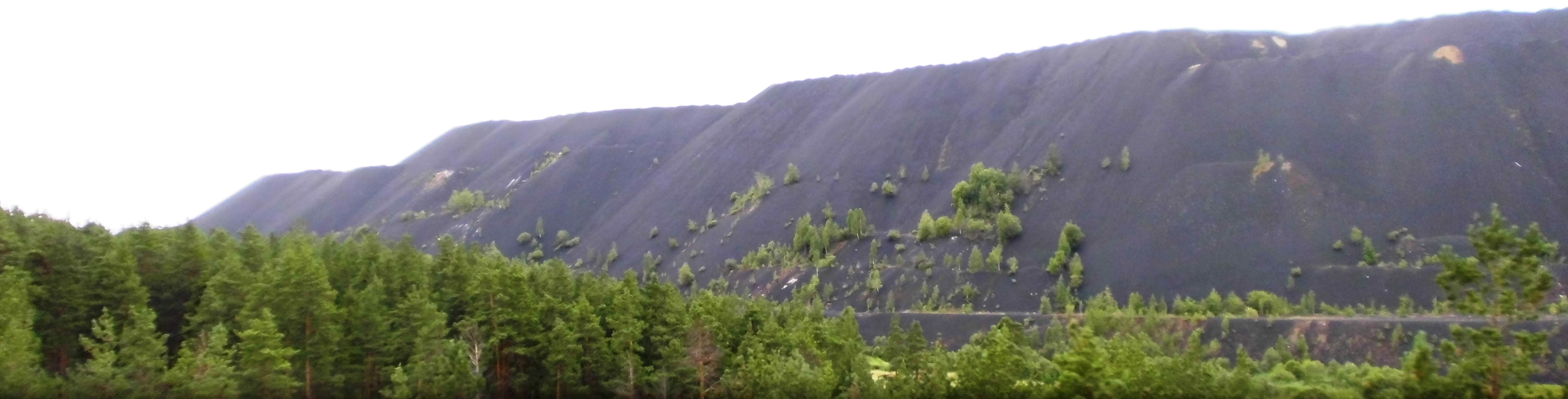
Отвалы шлаков «Уфалейникеля» при въезде в город со стороны г. Каслей по автодороге Касли — Красноуфимск

Не раз предприятие обвинялось в нарушении экологических норм. Так в сентябре 2015 года прокурорская проверка установила, что в нарушение законов «Об охране окружающей среды», «Об охране атмосферного воздуха» и правил эксплуатации установок очистки газа специалисты «Уфалейникеля» после ввода в 2013 году в эксплуатацию нового газоочистного оборудования на двух источниках выбросов не провели инвентаризацию выбросов вредных (загрязняющих) веществ в атмосферный воздух, что привело к несоблюдению требований в области охраны окружающей среды.

## Руководители предприятия
- 1985—1993 годы — Олег Игоревич Хохлов. Окончил Уральский политехнический институт (1971), инженер-металлург. Кандидат технических наук (1989). Изобретатель СССР.

В 1971—1983 гг. — мастер, заместитель начальника плавильного цеха, начальник электротермического цеха Режевского никелевого завода. В 1983—1985 гг. — начальник медеплавильного цеха комбината «Североникель» (г. Мончегорск). В 1985—1993 гг. — директор, генеральный директор ОАО «Уфалейникель».
В Реже разработал и внедрил технологию переработки сложнолегированных железоникелевых отходов с получением никелевого сплава (ферроникеля) и вольфрам-молибденовых шлаков; внедрил способ плавки в электропечах вторичных металлоотходов с получением гранулированного продукт. На Североникеле внедрил технологию вдувания медного концентрата в струе кислорода в конвертер с получение анодной меди. В Уфалее занимался вопросами повышения эффективности переработки окисленных никелевых руд на основе совершенствования металлургического производства и разработки новых способов использования никельсодержащего сырья. За годы руководства «Уфалейникель» из планово-убыточного превратился в устойчиво работающее, рентабельное предприятие, было построено 840 квартир для трудящихся. Под его руководством создавался Серовский никелевый рудник в Свердловской области. Соавтор 62 печатных работ и 16 авторских свидетельств на изобретения СССР. Главный редактор сборника «Уфалей — родина Советского никеля», посвященный 60-летию отечественной никелевой промышленности.
- 1995—2004 годы — Сергей Иванович Бирюков. За период его руководства построен и введен в эксплуатацию высокопроизводительный цех по производству мраморной плитки «МАРМО»; В 2000 году завершена реконструкция плавильно-прокалочного отделения гидрометаллургического цеха с установкой уникальной электродуговой печи постоянного тока емкостью 3 т, для производства металлического кобальта.

- октябрь 2004 по март 2005 — Нажметдинов Валерий Хусаинович.
- апрель 2005 по декабрь 2009 — Адамков Сергей Николаевич.
- декабрь 2009 по апрель 2012 — Григорьев Николай Евгеньевич.
- апрель 2012 по апрель 2013 — Карпенко Эдуард Леонидович.
- апрель 2013 по июнь 2015 — Гладких Михаил Борисович.
- июнь 2015 по ноябрь 2015 — Рассохин Максим Анатольевич.
- ноябрь 2015 по май 2016 — Бизюков Димитрий Николаевич.
- май 2016 — ноябрь 2016 года — Олег Борисович Цвигун. Предпринял масштабную попытку модернизации производства, снижения тарифа на перевозку руды и решения проблемы истощения рудной базы. Для решения вопроса снижения железнодорожного тарифа на перевозку никелевых руд был подготовлен ряд обращений губернаторам Челябинской и Свердловской областей, в РЖД и Президенту Российской Федерации, проведены встречи и совещания в Правительстве РФ. 7 ноября 2016 года вышел приказ ФАС РФ об установлении понижающего железнодорожного тарифа на перевозку никелевых руд.[9] Последний раз такое снижение было в советский период. Уход Олега Цвигуна с руководящих постов в середине ноября 2016 года ознаменовал решение о прекращении деятельности предприятий.[10] В результате этого, единственным производителем никеля в Российской Федерации остался Норникель.
- ноябрь 2016 по май 2017 — Сасыков Тимофей Петрович.
- май 2017 по июль 2017 — Карпенко Эдуард Леонидович.
- с августа 2017 — Председатель ликвидационной комиссии — Коробейников Дмитрий Евгеньевич.